# SN 1997fc
SN 1997fc – supernowa typu Ia-pec odkryta 31 grudnia 1997 roku w galaktyce A045958-3855. W momencie odkrycia miała maksymalną jasność 20,50m.